# Fluocortin
Fluocortin là một corticosteroid. Nó tương tự như fluocortolone, nhưng có thêm một nhóm keto.